# Ophrynia insulana
Ophrynia insulana là một loài nhện trong họ Linyphiidae.
Loài này thuộc chi Ophrynia. Ophrynia insulana được miêu tả năm 1990 bởi Scharff.